# روبين بيريز
روبين بيريز (بالإسبانية: Rubén Pérez Chueca) (7 أغسطس 1980 سرقسطة إسبانيا - ) هو لاعب كرة قدم إسباني يلعب كحارس مرمى.

## روابط خارجية
- روبين بيريز على موقع قاعدة بيانات كرة القدم.إي يو (الإنجليزية)
- روبين بيريز على موقع Soccerway.com (الإنجليزية)
- روبين بيريز على موقع AS.com (الإسبانية)